# Phantom: Requiem for the Phantom
Phantom: Requiem for the phantom (ファントム レクイエム・フォー・ザ・ファントム?) è una serie anime giapponese ideata sulla base del videogioco Phantom of inferno creato da Nitroplus. Animato dallo studio Bee Train e diretto da Koichi Mashimo sotto il Project Phantom group; la serie ha visto la luce il 2 aprile 2009 inizialmente su TV Tokyo.

## Trama
Allo stesso modo del videogioco, la trama verte sulla storia di un giovane giapponese coinvolto in un assassinio perpetrato dall'organizzazione criminale chiamata "Inferno". Date le sue capacità, il ragazzo viene successivamente arruolato nell'organizzazione, divenendo così un assassino, insieme ad Ein, un'altra assassina facente parte dell'organizzazione.

## Musiche
Per i primi 19 episodi ci sono rispettivamente: la canzone "Karma"in apertura, scritta e cantata da Kokia e arrangiata da Hikaru Nanase mentre per la canzone di chiusura, cantata da Ali Project, c'è "Jigoku no Mon" (地獄の門 Gates of Hell). Dall'episodio 20 in poi si ha in apertura "Senritsu no Kodomotachi" (戦慄の子供たち Children of Fear) sempre cantata dall'Ali Project con la seconda musica di chiusura " Transparent", scritta e cantata da Ayahi Takagaki e Miyu Irino.

## Episodi
| Nº | Titolo italiano (traduzione letterale) Giapponese 「Kanji」 - Rōmaji | In onda           | In onda |
| Nº | Titolo italiano (traduzione letterale) Giapponese 「Kanji」 - Rōmaji | Giapponese        |         |
| 1  | Risveglio 「覚醒」 - Kakusei                                         | 2 aprile 2009     |         |
| 2  | Addestramento 「訓練」 - Kunren                                      | 9 aprile 2009     |         |
| 3  | Pratica 「実践」 - Jissen                                            | 16 aprile 2009    |         |
| 4  | Assassinio 「暗殺」 - Ansatsu                                        | 23 aprile 2009    |         |
| 5  | Istante 「刹那」 - Setsuna                                           | 30 aprile 2009    |         |
| 6  | Conflagrazione 「大火」 - Taika                                      | 7 maggio 2009     |         |
| 7  | Passato 「過去」 - Kako                                              | 14 maggio 2009    |         |
| 8  | Emergenza 「急変」 - Kyūhen                                          | 21 maggio 2009    |         |
| 9  | Nome 「名前」 - Namae                                                | 28 maggio 2009    |         |
| 10 | Soppressione 「終幕」 - Shūmaku                                      | 4 giugno 2009     |         |
| 11 | Successione 「襲名」 - Shūmei                                        | 11 giugno 2009    |         |
| 12 | Phantom 「亡霊」 - Bōrei                                             | 18 giugno 2009    |         |
| 13 | Disguido 「偽装」 - Gisō                                             | 25 giugno 2009    |         |
| 14 | Sorveglianza 「監視」 - Kanshi                                       | 2 luglio 2009     |         |
| 15 | Riunione 「再会」 - Saikai                                           | 9 luglio 2009     |         |
| 16 | Confessione 「告白」 - Kokuhaku                                      | 16 luglio 2009    |         |
| 17 | Verità 「真相」 - Shinsō                                             | 23 luglio 2009    |         |
| 18 | Resa dei conti 「対決」 - Taiketsu                                   | 30 luglio 2009    |         |
| 19 | Promessa 「約束」 - Yakusoku                                         | 6 agosto 2009     |         |
| 20 | Città natale 「故郷」 - Kokyō                                        | 13 agosto 2009    |         |
| 21 | Rabbia 「憤怒」 - Funnu                                              | 20 agosto 2009    |         |
| 22 | Ardore 「激昂」 - Gekkō                                              | 27 agosto 2009    |         |
| 23 | Decisione 「決断」 - Ketsudan                                        | 3 settembre 2009  |         |
| 24 | Confronto 「対峙」 - Taiji                                           | 10 settembre 2009 |         |
| 25 | Conclusione 「決着」 - Kecchaku                                      | 17 settembre 2009 |         |
| 26 | Elen 「江漣」 - Eren                                                 | 24 settembre 2009 |         |